# Шашкин, Зеин Жунусбекович
Зеин Жунусбекович Шашкин (каз. Зеин Жунусбекұлы Шашкин; 31 декабря 1912, аул Бозшаколь, Баянаульский округ, Семипалатинская область, Российская империя — 29 марта 1966, Алма-Ата, Казахская ССР, СССР) — казахский советский писатель, драматург, врач, ученый.

## Биография
Родился в 1912 году в местности Бозшаколь (ныне - Баянаульский район Павлодарской области). Происходит из рода Бегендык племени Аргын.
С 1920 по 1930 годы учился в средней школе города Павлодара. В 1930—1933 годах проходил учёбу в Московском институте истории, философии и литературы (МИФЛИ). Во время учёбы началась литературная деятельность Зеина Шашкина. Началом литературного пути Зеина Шашкина стал 1930 год, когда популярный литературно-художественный журнал «Әдебиет майданы» (ныне «Жулдыз») опубликовал его первые стихотворения. В это же время его произведения, в основном рассказы, статьи, стихи также печатались на страницах газет «Лениншіл жас», "Социалистік Қазақстан.
После учебы в Московском институте истории, философии и литературы, в 1933—1937 годы Зеин Шашкин работал секретарем Карагандинского горкома комсомола, затем преподавал в Семипалатинском педагогическом институте и в Казахском педагогическом институте в городе Алма-Ате. С 1933 года Зеин Жунусбекович большую часть времени уделял проблемам развития казахской литературы. Результатами этих исследований стали критические статьи, в большом количестве публиковавшиеся в периодике, в 1934 году опубликован труд «Особенности поэзии Абая». В 1940 году совместно с казахским литератором Есмагамбетом Исмаиловым, составил «Учебник по теории казахской литературы» для высших учебных заведений.

## Политические репрессии
В годы репрессий писателя вынудили отойти от литературы. В 1938—1948 годах он подвергался репрессиям и находился в трудовых лагерях на Дальнем Востоке. В марте 1938 года, в день своего приезда в город Семипалатинск, куда он прибыл для работы в должности заведующего кафедрой казахского языка и литературы педагогического института, был арестован и без предъявления обвинений сослан в город Иркутск, где он провел долгих 10 лет. Во время отбытия срока он занимался медициной, получил большой опыт в медицинской службе, благодаря сокамернику — врачу М. С. Бинштоку, который до ареста работал в Крымском институте климатотерапии. Благодаря преподавательским способностям Бинштока, его умению заинтересовать слушателя рассказами об особенностях своей профессии, Зеин Шашкин всерьёз заинтересовался медициной и вскоре овладел навыками, после чего дальнейший срок отбывает в качестве помощника врача в специальной больнице Наркомата внутренних дел. Вспоминая, сестра писателя Макиза Шашкина-Раимкулова рассказывала: «В тюрьме он познакомился с одним русским профессором. Тот заметил склонность Зеина к медицине и сумел его каким-то образом пристроить учиться заочно в Иркутский медицинский институт. Благодаря новой профессии Зеин Шашкин в лагерях лечил травами не только себя, но и тех, кто сидел с ним вместе: Мухамеджана Каратаева (академик, литературовед), Хамзу Есенжанова (писатель), Утебая Турманжанова (детский писатель) и многих других. Правда, после окончания медицинского института ему дали справку вместо диплома. После освобождения в 1948 году Шашкин сдал экстерном экзамены и получил диплом врача».

## Деятельность после освобождения

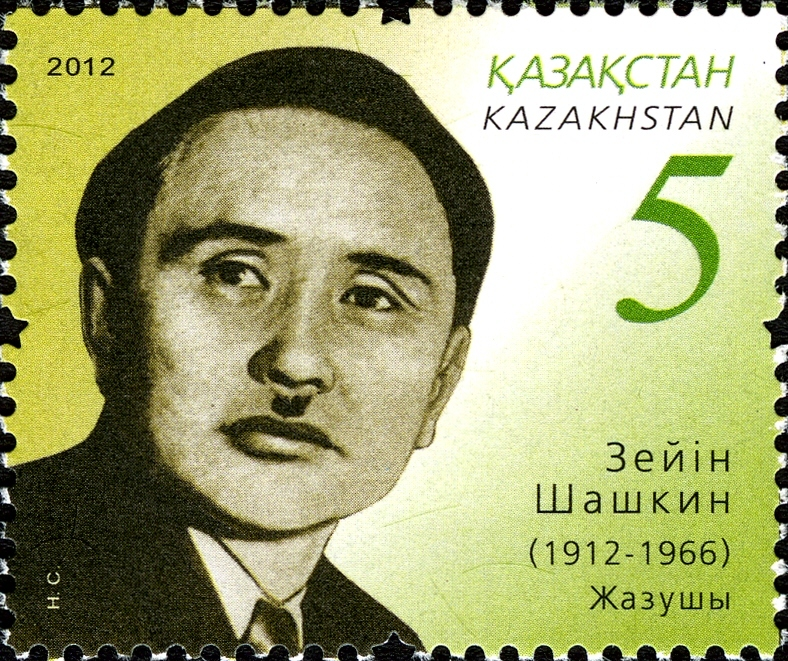
Памятная почтовая марка «Казпочты» к 100-летию Шашкина

По возвращении из ссылки, Зеин Шашкин с 1948 по 1956 годы стал работать врачом — фтизиоларингологом в санатории «Бармашино» курорта Боровое. Выступал на научных конференциях с докладами по поводу лечения туберкулеза гортани. В газетах и журналах выходили его статьи о санитарии и гигиене человека. Одним из первых в Казахстане он начал заниматься научными исследованиями в области лечения туберкулеза лёгких и гортани с помощью рентгеновских лучей. Исследования Зеина Шашкина были высоко оценены Министерством здравоохранения СССР и рекомендованы для применения. Успешной врачебной деятельностью Шашкина были довольны многие его пациенты, которые опубликовали свои письма в Щучинской районной газете «Луч». Так ветеран войны и труда А. Нугманов писал: «В годы работы в санатории „Бармашино“ о З. Шашкине шла слава как о хорошем враче по лечению туберкулеза, особенно гортани. Я тоже у него лечился. Это был скромный и благородный человек». Писателя глубоко волновали проблемы современной медицины. Поэтому его крупный роман «Доктор Дарханов» (1962) впервые в казахской литературе был посвящён медицине. Он был большим достижением Зеина Шашкина и являлся автобиографическим, ведь прототипом главного героя Нияза Дарханова был сам Шашкин. В романе также упоминается город Павлодар, в котором он окончил среднюю школу. Роман «Доктор Дарханов» заслужил всеобщее признание, благодаря ему казахские врачи впервые предстали как люди высокого общественного долга и социальной активности.
Расцвет художественного творчества писателя относится к 1950-м и 1960-м годам. В последние десять лет жизни он опубликовал целый ряд романов и повестей. Каждое из его произведений обращало на себя внимание широкого круга читателей своими идейными и тематическими особенностями. Его привлекла фигура пламенного революционера, борца за Советскую власть в Семиречье Токаша Бокина, которому он в 1956 году посвятил повесть «Наступило утро». Совместно с режиссёром М. Гольдблатом он написал пьесу «Степное зарево», главным героем которой является тоже Токаш Бокин. Пьеса с успехом шла в Алма-Ате и на сцене ряда областных театров. Дальнейшая разработка этой темы привела к созданию романа «Токаш Бокин» в 1958 году и киносценария «Тревожное утро», по которому после смерти писателя был поставлен художественный фильм на студии «Казахфильм». В романе «Токаш Бокин» повествуется о людях, боровшихся и погибших за установление Советской власти в Семиречье, о дружбе и внимании друг к другу представителей русских и казахских народов. Токаш Бокин был личностью спорной, противоречивой. Одни называли его бандитом, другие революционером, национальным героем. Только после выхода романа его именем были названы улицы, ему был установлен памятник.
В основном темами Шашкина была жизнь современников. Так было и в пьесе «Заман осылай басталады» (Так начинается эпоха), в романах «Сенім» (Доверие), «Темиртау». Роман «Темиртау» 1960 года отражает плодотворный труд, жизнь, повседневный быт трудового коллектива, место казахской женщины нового поколения в обществе, её роль в современном производстве, искусстве и культуре, в семье, её социальные, этические и эстетические взгляды. Роман «Темиртау» посвящён металлургам. Роман «Доверие» 1966 года Шашкин посвятил героическому труду покорителей целины. Пьесы «Так начинается эпоха», «Сердце поэта» поставлены на сценах республиканских и областных драматических театров. На основе его произведения снят художественный фильм «Беспокойное утро». Зеин Шашкин обладал настойчивостью искателя, знаниями учёного, тактом и интуицией художника-реалиста. Шашкин внёс значительный вклад в развитие современной казахской прозы, в повышение её художественного уровня.
В 1966 году Зеина Шашкина не стало. Похоронен на Центральном кладбище города Алма-Аты. Память о Зеине Шашкине хранится в его произведениях, которые до сих пор актуальны. Книги Зеина Шашкина переведены на многие языки народов СНГ.

## Повести
- «Наступило утро» («Тан атты», 1956; пер. на рус.яз. 1957)
- «Токаш Бокин» (1958; пер.на рус.яз «Семиречье в огне», 1960)
- «Полярная звезда» («Темирказык», 1959)
- «Дыхание жизни» («Омир тынысы», 1964)
- «Путеводная звезда»
- «Ошибка врача»
- «Дыхание жизни»
- «Белый коготь»

## Романы
- «Темиртау» (1960)
- «Вера» («Сеним») (1966)
- «Доктор Дарханов» (1962)
- «Доверие» (1966)

## Пьесы
- Так начинается эпоха («Заман осылай басталады»)
- «Степное зарево» («Дала шапагы», 1962)
- «Сердце поэта» («Акын журеги», 1962)

## Награды
- Орден «Знак Почёта» (3 января 1959) — за выдающиеся заслуги в развитии казахского искусства и литературы и в связи с декадой казахского искусства и литературы в гор. Москве

## Память
- Признанием заслуг писателя в медицине является мемориальный музей Зеина Шашкина, открытый в 1989 году в санатории «Боровое».
- В городе Алма-Ата на проспекте Абая, 51, в доме где жил Шашкин, установлена мемориальная доска.
- В Алматы в честь Шашкина названа улица (бывшая Университетская).
- В Павлодаре в честь Шашкина названа улица.
- В селе Ажи, Ерейментауского района в честь Шашкина названа улица.